# Kerkhof van Bellignies
Het Kerkhof van Bellignies is een gemeentelijke begraafplaats in de Franse gemeente Bellignies in het Noorderdepartement. Het kerkhof ligt in het dorpscentrum, achter de Église Saint-Barthélemy.
Het kerkhof werd hier ingericht toen de Église Saint-Barthélemy op deze plaats werd opgetrokken in 1847-1855. Het terrein voor het kerkhof werd ter beschikking gesteld door baron de Molenbaix, in ruil voor dat waarop zich de oude kerk bevond. Dat terrein van de oude kerk bevond zich vlak bij het kasteel van Bellignies en werd na afbraak gebruikt voor het vergroten van de kasteeltuin.
Op het kerkhof bevindt zich een kapel waarvoor de gevel en het portaal van de oude kerk werden gebruikt. Deze kapel is ingeschreven als monument historique.

## Britse oorlogsgraven
Op het kerkhof bevinden zich vier Britse oorlogsgraven met gesneuvelden uit de Eerste Wereldoorlog. De vier slachtoffers zijn geïdentificeerd en kwamen om op 7 november 1918. Hun graven worden onderhouden door de Commonwealth War Graves Commission en zijn daar geregistreerd als Bellignies Churchyard.